# باولو روسي (ممثل)
باولو روسي (بالإيطالية: Paolo Rossi)‏ هو مغني وكاتب سيناريو وكاتب أغاني وممثل إيطالي، ولد في 22 يونيو 1953 في إيطاليا.

## وصلات خارجية
- باولو روسي على موقع IMDb (الإنجليزية)
- باولو روسي على موقع ألو سيني (الفرنسية)
- باولو روسي على موقع ميوزك برينز (الإنجليزية)
- باولو روسي على موقع أول موفي (الإنجليزية)
- باولو روسي على موقع قاعدة بيانات الأفلام السويدية (السويدية)
- باولو روسي على موقع ديسكوغز (الإنجليزية)
- باولو روسي على موقع قاعدة بيانات الفيلم (الإنجليزية)
- باولو روسي على موقع كينوبويسك (الروسية)